# ولترسدورف
ولترسدورف (به آلمانی: Woltersdorf, Lower Saxony) یک شهر در آلمان است که در نیدرزاکسن واقع شده‌است.

## خصوصیات
ولترسدورف ۲۷٫۹۷ کیلومترمربع مساحت دارد ۳۱ متر بالاتر از سطح دریا واقع شده‌است.